# 大阪姉妹殺害事件
大阪姉妹殺害事件（おおさか しまいさつがいじけん）とは、2005年（平成17年）11月17日に大阪市浪速区のマンションで飲食店店員の姉妹が刺殺された事件。逮捕時の報道では、犯人が少年時代に起こした殺人の前歴と実名報道の判断が各報道機関によって分かれた。

## 事件概要

### 事件の背景
加害者の男Yは、中学卒業後の2000年7月29日、山口市内の自宅アパートで金属バットを使い母親を殺害した。この際、「返り血を流すためシャワーを浴びたら、射精していたことに気づいた」と姉妹殺害事件の大阪地検検事にのちに述べている。
Yは同年9月に中等少年院送致の保護処分を受けたあと、2003年10月に仮退院、2004年3月に本退院したが、この際に精神科医師は、Yが「法律を守ろうとはそんなに思っていない」と話していたことなどから、更生に疑問を抱き意見を提示していた。退院後は下関市のパチンコ店に就職したが、2004年4月に退職した。
2005年2月頃、Yはパチスロ機を不正操作しコインを盗むグループに加わるが、そのグループが福岡から大阪に活動拠点を移した同年11月には、稼ぎが上がらず、離脱したい旨を仲間に伝えグループの活動拠点のマンションを出た。
離脱後、近くの境内や公園などに野宿をしていたが、生活のめどが立たない中で、母親殺害の際に感じた興奮と快楽を再び得るために被害者らを狙った。

### 事件前
事件の2日前の11月15日午後2時頃、Yは被害者が暮らすマンション近くのコンビニエンスストアで、凶器の小型ナイフ（刃渡り12センチ）を購入。翌16日夜には、同じ店でハンマーと釘を購入した。
事件前日未明、姉妹が住む部屋の電気が配電盤のトラブルで2回にわたって消えていた。各階にある配電盤のスイッチで特定の部屋の電気を消したりつけたりすることができ、点検した電力会社の係員が「姉妹の部屋のスイッチがいたずらされた」と証言。
トラブルのさなかに配電盤周辺で、姉が眼鏡を掛けリュックを背負っていたYを目撃し、勤務先の同僚や客に打ち明けていた。
事件の数時間前の11月16日午後10時頃、Yがマンションに隣接する食品会社の3階部分の外壁にしがみついているのを目撃されている。
事件当日の17日午前1時ごろ、マンション来訪者の少女が、近くの路上で自転車に乗ったままマンションの方を凝視するYに気付いた。Yは自転車のハンドルに手をかけ、カーキ色のジャンパーを着て眼鏡をかけていた。しばらく少女を見て、走り去った。
また、同1時半ごろ、マンションから外出した男子専門学校生も「マンション前の道で、くすんだカーキ色のジャンパーを着てこちらをじっと見る中年の男を見た」と証言。

### 事件の状況
2005年11月17日午前2時過ぎ、まず飲食店での仕事を終えて帰宅した姉がドアを開けた瞬間に背後から襲撃。ナイフで胸を突き刺し、片足のズボンと下着を脱がせ強姦、跡を残さないための工作を行った。約10分後に妹が帰ってくるとナイフで胸を突き刺し、姉のすぐ側で強姦した。その後、ベランダで煙草を吸ったあとに姉妹の胸を再び突き刺して殺害、室内に放火し現金5000円や小銭入れ、貯金箱などを奪った上で逃走した。2人は病院に運ばれたが搬送先で間もなく死亡した。犯行後、Yは「土地勘のある近くの方が捕まらない」と考えて現場から数百メートルの周辺に留まっていた。
2005年12月5日、大阪府警は建造物侵入容疑でYを逮捕。
逮捕当初、Yは事件の関与について黙秘していたが、間も無く姉妹の殺害を認めたため、捜査本部は12月19日にYを強盗殺人容疑で再逮捕した。この逮捕で、Yが少年時代の山口母親殺害事件を起こしていたことがメディアで取り上げられた。
凶器の刃渡り12センチのナイフはYの供述通り、犯行現場マンションから約400メートル離れた神社の敷地内の倉庫で発見された。警察の調べに対しYは「母親を殺したときの感覚が忘れられず、人の血を見たくなった」「誰でもいいから殺そうと思った」と供述、弁護士には「ふらっと買い物に行くように、ふらっと人を殺しに行ったのです」と述べた。
大阪地検はYを住居侵入、強盗殺人、強盗強姦、銃砲刀剣類所持等取締法違反、建造物侵入、非現住建造物等放火の罪で起訴した。

## 刑事裁判

### 第一審・大阪地裁
公判前整理手続が行われ、弁護側はYの精神鑑定と情状鑑定を請求した。
2006年5月1日、大阪地裁（並木正男裁判長）で初公判が開かれ、罪状認否でYは「事実に間違いはありません」と起訴事実を全面的に認めた。一方、弁護側は「強盗の故意はなかった」として殺人と強姦、窃盗の3つの罪がそれぞれ別個に成立しており、強盗殺人罪は成立しないと主張した。また、Yの刑事責任能力についても「広汎性発達障害の影響で、事件当時は心神耗弱状態にあったと思われる」と述べた。
初公判でYの供述が検察により読まれたが、その内容は「刺す度に性的興奮が訪れた」という内容であった。
2006年5月12日、第2回公判が開かれたが、被告人質問でYは「人を殺すことと物を壊すことは全く同じこと」と述べた。自身に死刑が予想されることについては「逮捕後は死刑を意識し、言い逃れもしたが、今は何とも思いません」と答えた。
2006年5月19日、Yは犯行動機について「人を殺したいという自己満足のための犯行だった」と述べた。弁護側の被告人質問では、母親殺害事件と同様に「後悔もしていない」と述べた。また、裁判官から「警察に逮捕されていなかったらどうしていたのか」という質問には「逮捕されていなければ同じ事件を繰り返していた」と回答した。
2006年6月2日、大阪地裁は「責任能力や犯行時の心理状態の解明が必要」としてYの精神鑑定と情状鑑定を実施することを決めた。これにより6月9日から10月4日まで精神鑑定が実施された。
2006年10月23日、アスペルガー障害を含む広汎性発達障害には罹患していないと判断し、検察側の「人格障害（非社会性人格障害、統合失調症質人格障害、性的サディズム）である」とする完全な責任能力を認める精神鑑定書を証拠として採用した。
2006年10月27日、第10回公判が開かれ、法廷に2万2796人分の死刑を求める嘆願書が提出されたが、Yは裁判長に「遺族は事件のことを話してほしいだろうと思うが」と問われても「いえ、何もありません」としか答えなかった。
2006年10月31日、姉妹の遺族らは意見陳述で「被告の態度を見ると、人を殺した自覚がないとしか思えない。一日も早く死刑で罪を償ってほしい」などと述べてYに死刑を求めた。
2006年11月10日、論告求刑公判が開かれ、検察側は「犯行後に証拠隠滅のために放火するなど違法性を認識しており、責任能力は認められる。犯罪史上、まれに見る極めて凶悪で冷酷な犯行であり、更生の可能性も存在しない」としてYに死刑を求刑した。
検察側は論告で、Yの精神状態については性格の偏りが極端な「人格障害」で、責任能力は認められると指摘した。
さらに、犯行当時の心境や反省の念について、「楽しくてわくわくした。ジェットコースターに乗っているような興奮を感じた」「反省しているかと言えば答えはノーです」とYが供述したことに言及し「性的サディズムによる犯行であり、人間性の一片も見いだすことができない。極刑を求める遺族の処罰感情は最大限反映されなければならない」と述べた。
弁護側は「被告は犯行当時、心神耗弱状態で強盗の故意はなく、殺人罪と窃盗罪が成立する」として改めて強盗殺人罪の成立を否定した。その上で「死刑廃止は世界的な流れ。無期懲役なら少なくとも有期刑の上限の30年は服役しなければならず、これは死刑に勝るとも劣らない過酷な刑だ」として死刑回避を求めた。
Yは裁判長から最終陳述を促されたが「特に何もありません」とだけ述べ結審する。
2006年12月13日、大阪地裁（並木正男裁判長）で判決公判が開かれ「生命に対する一片の畏敬の念すら感じられない凶悪かつ残虐非道な犯行。反省や悔悟、遺族への謝罪を全く示さず、犯罪傾向が強固で更生は期待できない」として検察側の求刑通り死刑判決を言い渡した。死刑判決の瞬間も、Yはまっすぐ前を見据えたまま微動だにしなかった。
判決において、まず、刑事責任能力についてはYが殺人、強姦等をかなり周到に計画、準備して実行し、犯行後も周到な計画に基づき罪証隠滅や逃亡を実行していること、周囲の状況を見ながら犯行を一時中断するなど、是非善悪を弁識し、それに従って行為を制御する能力を有していたと認定。精神鑑定結果も踏まえてYの完全責任能力を認めた。
犯行動機については、Yがパチスロ機から不正にメダルを引き出す「ゴト師」グループの親方と仲違いし、グループを離脱後、野宿をするうちに行き場を無くした認定。そういう状況で、16歳だった2000年7月、当時住んでいた山口市で母親を金属バットで殴り殺した時に感じた興奮と快感を再び得たいと考え、無関係な他人に苦痛を与えて殺害することを主たる目的とし、さらに、性的欲求を満たすために姦淫し、生活資金なども手に入れることなどを決意した、と認定。その上でこのような動機に酌量の余地は皆無だと指摘した。
犯行の結果としては、Yの一連の凶行により、姉妹は想像を絶する恐怖、苦痛、恥辱等を受けた末に生命を奪われ、姉妹が生前抱いていた夢や可能性を無惨に打ち砕いた結果は余りにも重大と指摘。
更生の可能性については、一連の犯行にYが殺人に対する欲求、嗜好が顕著に表れており、母親を殺害したことに根ざしているものであること、公判でも被害者遺族に対して全く謝罪をせず、反省の態度が皆無であることを踏まえ、更生改善の可能性は困難と認定。
以上の内容から結論として、一連の犯行の計画性、巧妙性、遺族の被害感情、社会的影響、特にYが全く反省の色を見せず改善更生の可能性に乏しいことを総合的に考慮すると、罪責均衡及び一般予防の見地からしても、死刑をもって臨むほかないとした。
Yは自分の存在について、弁護人が差し入れたノートに「何のために生まれてきたのか、答えが見つからない。人を殺すため。もっとしっくりくる答えがあるのだろうか。ばく然と人を殺したい」と記している。

## 判決後から死刑確定まで
判決後、Yは「控訴する考えはない」と弁護人に話していたが、弁護側は「一審で弁護を尽くせなかった」として弁護人権限で控訴した。本人は接見中「生まれてこない方がよかった」などと話していたという。その後、2007年5月31日付でY本人が弁護人の控訴を取り下げ、死刑判決が確定した。

## 死刑確定後
2009年7月28日、大阪拘置所においてYの死刑が執行された。25歳没。同日にはYのほかにも、自殺サイト殺人事件の1名の死刑も執行されている。20代の死刑執行は1979年に執行された正寿ちゃん誘拐殺人事件の死刑囚（死刑執行時29歳）以来30年ぶりであり、25歳での死刑執行は1972年の少年ライフル魔事件の死刑囚以来37年ぶりであった。

## 関連する著名人のエピソード
お笑いコンビ天竺鼠の瀬下豊は、事件前日の早朝、犯行現場近くのコンビニでYと遭遇していた。事件報道でYを知り恐怖を感じたという。